# Remisija
U medicini, remisija je stanje odsutnosti aktivnosti bolesti iliti prolazno popuštanje nekih simptoma u pacijenata koji imaju poznatu kroničnu bolest, poput reume ili zloćudnih bolesti.